# Yōhei Satō
Yōhei Satō (jap. 佐藤 洋平 Satō Yōhei; ur. 22 listopada 1972) – japoński piłkarz występujący na pozycji bramkarza.

## Kariera klubowa
Od 1991 do 2008 roku występował w klubach Kashima Antlers, Consadole Sapporo i Júbilo Iwata.